# Roumens
Roumens település Franciaországban, Haute-Garonne megyében. Lakosainak száma 244 fő (2022. január 1.). Roumens Montégut-Lauragais és Saint-Félix-Lauragais községekkel határos.

## Népesség
A település népessége az elmúlt években az alábbi módon változott:
| Lakosok száma | 149  | 144  | 168  | 221  | 255  | 244  | 242  | 247  | 250  | 244  |
|               | 1968 | 1982 | 1990 | 2006 | 2013 | 2015 | 2017 | 2019 | 2020 | 2022 |